# Lotje van Lunteren
Lotje van Lunteren (Den Haag, 20 mei 1974) is een Nederlandse actrice.

## Levensloop
Van Lunteren woonde haar hele jeugd in Den Haag. In 2000 rondde zij haar opleiding aan Toneelschool Amsterdam af.
Van Lunteren speelde tussen 2001 en 2009 bij het Noord Nederlands Toneel onder artistieke leiding van Koos Terpstra. Hierna speelde zij in diverse films, theatervoorstellingen en televisieseries. Haar belangrijkste televisierollen zijn die van Manon van Woerkom in De ontmaskering van de Vastgoedfraude, de jonge Juliana in Bernhard, schavuit van Oranje.

## Rollen (selectie)

### Films
- 2015 - Code M - Jacqueline
- 2014 - 2/11 Het spel van de wolf - Annemarie
- 2010 - De gelukkige huisvrouw - Anita (verpleegster)

### Televisie
- 2019 - Goede tijden, slechte tijden - Juliette Hagoort
- 2013 - De ontmaskering van de Vastgoedfraude - Manon van Woerkom
- 2010 - Bernhard, schavuit van Oranje - jonge Juliana

### Theater
- 2018 - Theatre of War Project
- 2017 - Eenzame Begeerte[1][2]
- 2016 - FIFA Blatter[3] - Corrine Blatter
- 2016 - Winterbloemen
- 2016 - Bloedverwanten - vergetelheid
- 2016 - Ploegen[4]
- 2013 - Haar Naam Was Sarah[5]
- 2013 - De Huisvrouwmonologen[6]
- 2008 - Antigone
- 2007 - De vrouw met de baard
- 2005 - Ajax
- 2004 - Pygmalion
- 2003 - De getemde feeks[7]
- 2003 - Zonnekinderen
- 2001 - Othello[8]